# Eclissi solare del 12 settembre 2053
L'Eclissi solare del 12 settembre 2053, di tipo totale, è un evento astronomico che avrà luogo il suddetto giorno con centralità attorno alle ore 09:34 UTC.
L'eclissi avrà un'ampiezza massima di 116 chilometri e una durata 3 minuti e 4 secondi; l'ombra sarà proiettata prevalentemente sulla terraferma e attraverserà i seguenti paesi: Marocco, Spagna, Algeria, Tunisia, Libia, Egitto, Arabia Saudita, Yemen, Maldive e Indonesia.
Il punto di massima totalità si troverà in Arabia Saudita presso la città di Turubah, a circa 200 km a est della Mecca.
Per la Spagna, la cui punta meridionale è toccata dall'ombra, questa è la terza e ultima eclissi solare totale nel XXI secolo; per la Tunisia, questa eclissi solare è la seconda di tre eclissi solari totali nel XXI secolo.

## Percorso e visibilità
L'eclissi inizia sull'Atlantico all'alba e raggiunge la punta meridionale della Spagna e la punta settentrionale del Marocco intorno alle 9:00 UTC, con la linea centrale nello stretto di Gibilterra. L'ombra della luna tocca nuovamente il Marocco a nord dell'exclave spagnola di Melilla.  Prima che lasci il Mediterraneo raggiunge l'Algeria e attraversa il suo nord (circa 9:05 UTC). Anche la Tunisia meridionale con l'isola di Djerba è nella zona di totalità (9:15 UTC). Solo la costa della Libia occidentale è toccata dall'ombra della luna (dalle 9:20 alle 9:25 UTC). In Egitto la media valle del Nilo sperimenterà la totalità tra le 10:00 UTC e le 10:05 UTC. Dopo aver attraversato il Mar Rosso raggiungerà la penisola arabica alle 10:25 UTC. Verso le 12:00 UTC l'ombra si muoverà a sud dell'India e dello Sri Lanka sull'Oceano Indiano e al tramonto raggiungerà l'isola di Sumatra estinguendosi.

### Visibilità in Europa centrale
L'eclissi può essere osservata in Europa centrale nella fase di eclissi parziale e la copertura diminuisce in modo significativo procedendo verso il nord. Una copertura del 55,7% si ottiene a Berna, del 46,2% a Vienna, del 49,5% a Monaco e del 44,8% a Francoforte sul Meno. A Berlino la copertura è del 35,3%, seguita da Amburgo con il 34,1% e Flensburg con il 31,0%.

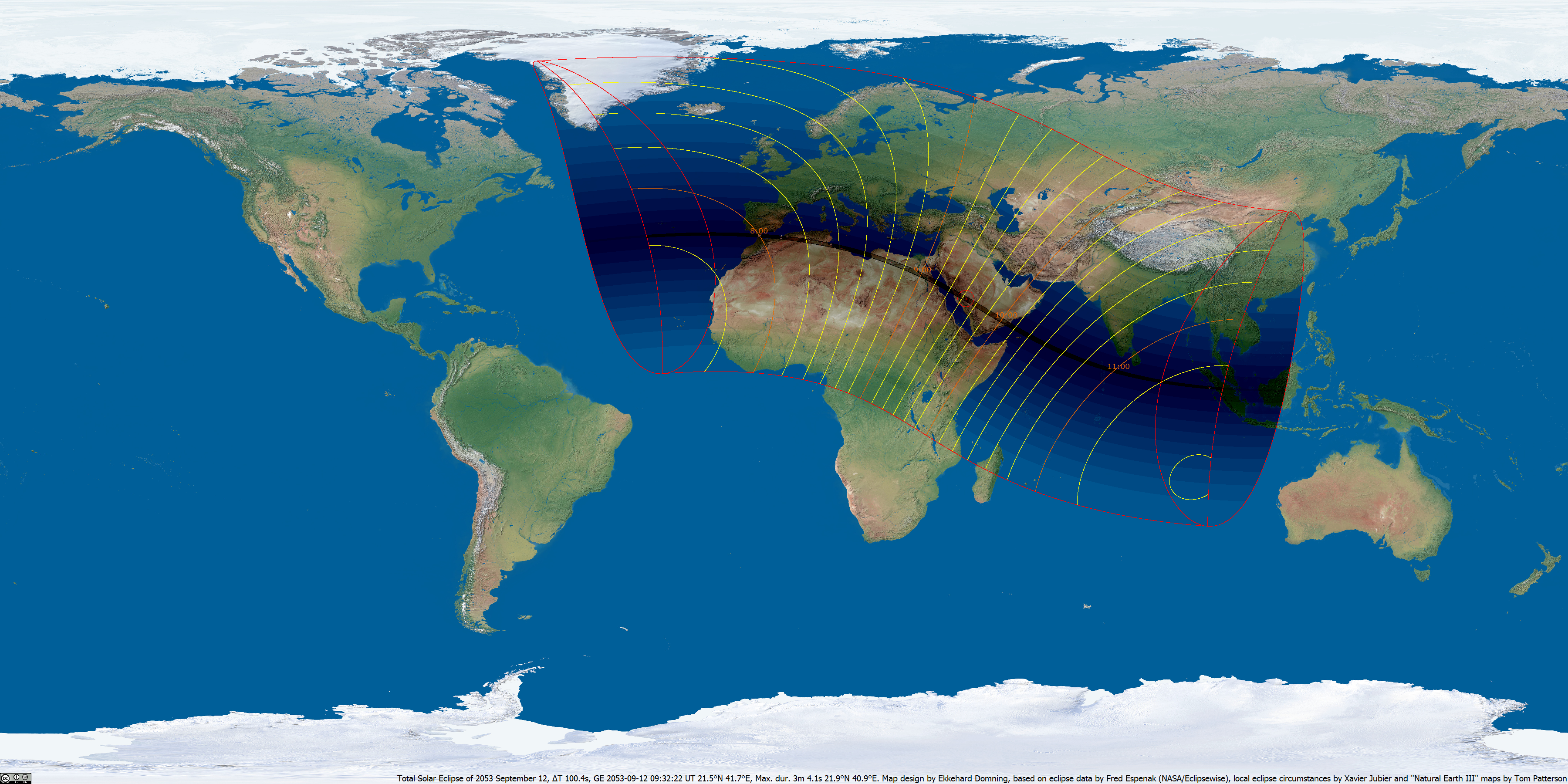
Prospetto dell'eclissi

## Eclissi correlate

### Eclissi solari 2051 - 2054
Questa eclissi è un membro di una serie semestrale. Un'eclissi in una serie semestrale di eclissi solari si ripete approssimativamente ogni 177 giorni e 4 ore (un semestre) in nodi alternati dell'orbita della Luna.

### Ciclo di Saros 130
Questa eclissi solare fa parte del ciclo di Saros 145, che si ripete ogni 18 anni, 11 giorni, 8 ore, contenente 77 eventi. La serie iniziò con un'eclissi solare parziale il 4 gennaio 1639 e comprese una prima eclissi anulare il 6 giugno 1891. Comprende un evento ibrido il 17 giugno 1909 e le eclissi totali dal 29 giugno 1927 al 9 settembre 2648. La serie termina al membro 77 con un'eclissi parziale il 17 aprile 3009. L'eclissi più lunga si verificherà il 25 giugno 2522, con una durata massima totale di 7 minuti e 12 secondi. Tutte le eclissi di questa serie si verificano nel nodo ascendente della Luna.